# Jörn Kalkbrenner

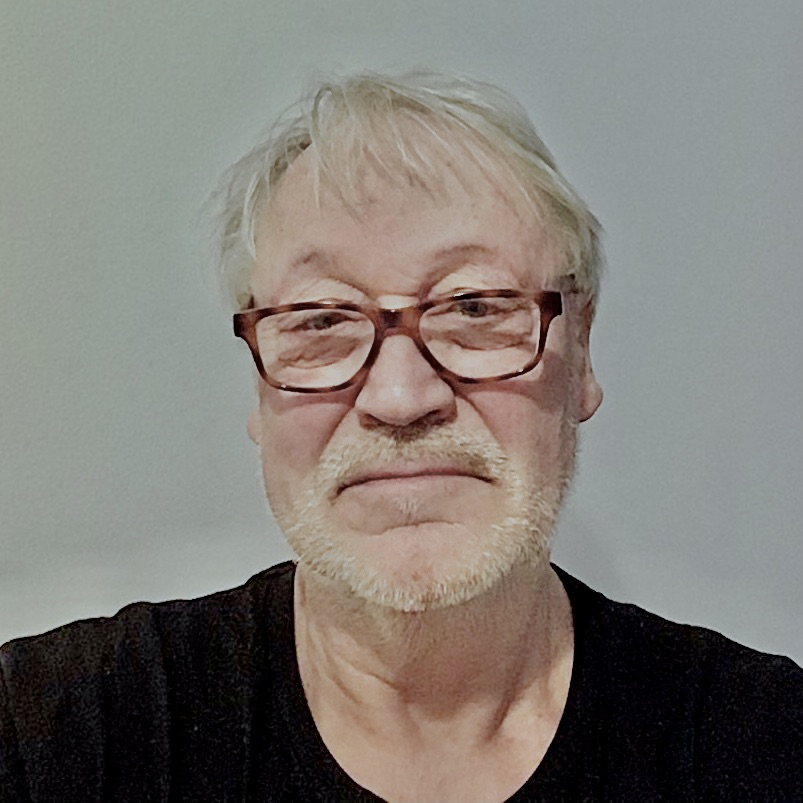
Jörn Kalkbrenner

Jörn Kalkbrenner (* 1950 in Potsdam-Babelsberg) ist ein deutscher Journalist und Autor.

## Leben und Beruf
Jörn Kalkbrenner wuchs in Potsdam auf, bevor er als Leichtathlet eine Sportschule in Brandenburg an der Havel besuchte. Nach dem Abitur war er Kleindarsteller bei der Deutschen Film AG (DEFA), strebte aber vorerst keine Ausbildung als Schauspieler an, sondern absolvierte ab 1970 ein Volontariat bei der Zeitung Märkische Volksstimme in Potsdam. Nach dem Grundwehrdienst in der NVA fand er in einer Lokalredaktion Beschäftigung, weil er zunächst nicht zum Studium zugelassen wurde. Von 1974 bis 1978 studierte er Journalistik an der Karl-Marx-Universität in Leipzig und arbeitete anschließend für die Zeitung Neues Deutschland in Berlin.
Nach dem Bruch mit dem DDR-Journalismus 1987 war Jörn Kalkbrenner freiberuflich als Autor für das DEFA-Studio für Trickfilme in Dresden und das Kinderfernsehen in Berlin-Adlershof tätig, für das er Sandmann-Geschichten und Abendgrüße für Herrn Fuchs und Frau Elster schrieb und die Puppentrickserie Die Karottis entwickelte.
In der Wendezeit setzte sich Kalkbrenner mit der Untersuchung Urteil ohne Prozeß – Margot Honecker gegen Ossietzky-Schüler mit der Willkür des DDR-Regimes auseinander und dokumentierte die Maßregelung von kritisch denkenden Oberschülern in Ostberlin (Ossietzky-Affäre). Zugleich entstanden Magazinbeiträge und erste Reportagen für den Nachfolger des DDR-Fernsehens, den Deutschen Fernsehfunk, sowie Beiträge für Extra Drei (NDR), Aspekte (ZDF), Kulturzeit (3sat) und Deutsche-Welle-TV.
Ab Herbst 1991 arbeitete Kalkbrenner freiberuflich für verschiedene Redaktionen des ORB (Ostdeutscher Rundfunk Brandenburg), ab 1995 auch für den SFB (Sender Freies Berlin) und nach der Fusion beider Sender ab 2003 für den rbb (Rundfunk Berlin-Brandenburg). Unter seiner Regie entstanden über 50 Reportagen, Features und Dokumentationen.
Auch in der von Ehefrau Carla Kalkbrenner entwickelten, geleiteten und moderierten Satiresendung KAOS / Magazin für Alltag und Wahnsinn wirkte Jörn Kalkbrenner regelmäßig mit und trat u. a. in verschiedenen Rollen in Spielszenen und in Beiträgen mit versteckter Kamera auf.
Zum festen Team des Satiremagazins KAOS, das 1993 den Grimme-Preis erhielt, danach von 3sat vom Sender genommen wurde und dann bis 1995 monatlich im ORB lief, gehörten der Schriftsteller Stefan Schwarz der Dokumentarfilmregisseur Raymond Ley, der Theaterregisseur und Intendant Lars-Ole Walburg, die Autorin Astrid Ule, der Fernsehautor und Regisseur Thomas Hauer, die TV-Journalisten und Autoren Ulf Kalkreuth und Dennis Wagner.
2015 beendete Jörn Kalkbrenner seine 25-jährige freiberufliche Tätigkeit für das Fernsehen und widmete sich dem Schreiben von satirisch-ironischen Gedichten, die in mehreren Anthologien enthalten sind. 2019 erschien der Band „Gereimter Brei und tolle Kinderei – Gedichte und Geschichten für größere Kinder“ im Verlag Martini & Loersch Berlin. 2021 folgte der Band für Erwachsene „Im Hamsterrad der Hamster trat“ im Kid Verlag Bonn. Außerdem schrieb er Songtexte für das 2021 veröffentlichte Album „Instandbesetzt“ der Rockband „Silly“.
Aus der Ehe mit der Journalistin Carla Kalkbrenner gingen zwei Söhne, die Techno-Musiker Paul und Fritz Kalkbrenner, hervor.

## Reportagen, Features, Dokumentationen (Auswahl)
- Kalk & Kies / Das Denkmal Rüdersdorf (30 Min, DFF, 3sat)
- Mode im Wandel (30 Min, DFF, 3sat)
- Denk ich an Potsdam / Auskünfte über eine Tausendjährige (60 Min, ARD, ORB, 3sat)
- Der unbekannte Ort: Hedwig Bollhagen, Marwitz (15 Min, ORB)
- Nähe und Ferne / Deutsch-israelisches Schriftstellertreffen (45 Min, Koautor, ORB)
- Es war ein grobes Glück / Drei Frauen über 80 erzählen (45 Min, ORB)
- Potsdamer Schicksale / Fünf Frauen, fünf Geschichten (30 Min, Arte)
- Der unbekannte Ort: Foersters Garten (15 Min, ORB)
- Worte im Fluß / Ein Poetendampfer auf der Oder (45 Min, ORB)
- Kennen Sie den noch? Vom Verschwinden des politischen Witzes (30 Min, ORB)
- Alles Müller oder wie? Das Berliner Ensemble und der leuchtende Osten (35 Min, 3sat)
- Der Kampf um den Job / Ossis gegen Wessis, Wessis gegen Ossis (30 Min, SFB)
- André Heller: Ich werd’ euch alle überleben (45 Min., Koautor, MDR)
- Mach’s besser, altes Haus / Denkmalschutz – Frust oder Hoffnung? (30 Min, ORB)
- Der unbekannte Ort: Die Kolonie Marga – erste deutsche Gartenstadt (15 Min, ORB)
- Ein Leben für die Töppe / Hedwig Bollhagen (30 Min, ORB)
- Ausländerhatz in Brandenburg / Was treibt die Täter? (30 Min, ORB)
- Flucht aus der Platte / Verslumen unsere Großsiedlungen? 30 Min, (SFB)
- Endlich zuhause – oder? Die Russland-Deutschen von Marzahn (30 Min, SFB)
- Alle raus und sprengen! Das Ende der Sozialpaläste (30 Min, SFB)
- DDR-Palast oder Preußenschloss? Der Eiertanz um Berlins Mitte 30 Min, (SFB)
- Daymler-Citys Unterwelt / Der Bauch vom Potsdamer Platz (30 Min, SFB)
- Power für den Kiez / Mit Berliner Quartiersmanagern unterwegs (30 Min, SFB)
- Abgeschafft und nicht vergessen? / Was von der DDR geblieben ist (30 Min, SFB)
- Kampfplatz Straße / Der Krieg der Berliner Autofahrer (30 Min, SFB)
- It’s Cricket-Time / Briten in Berlin (15 Min, SFB)
- 75 und kein bisschen älter / Die Queen und die Berliner (15 Min, SFB)
- Abtanzen bis die Augen flimmern / 24 Stunden in Deutschlands Mega-Disco (30 Min., SFB)
- Ick mach’ in Kohle / Mit Berliner Kohlenträgern auf Tour (30 Min, SFB)
- Der Osten dampft / Mit der Gulaschkanone im Berliner Speckgürtel (30 Min, RBB, ARD)
- Kann ich weiterhelfen? Weihnachtsstress im KaDeWe (45 Min, Mitarbeit, Sat1)
- Bau ab, bau ab! Der Palast der Republik wird abgerissen (30 Min, RBB)
- Berliner Ecken und Kanten / Der Alex (45 Min, RBB)

## Auszeichnungen
- 1997: Journalistenpreis des Deutschen Nationalkomitees für Denkmalschutz[3]
- 1997: Journalistenpreis des Märkischen Presse- und Wirtschaftsclubs Berlin